# DCブランド
DCブランド（ディーシーブランド）は、1980年代に日本国内で広く社会的なブームとなった、日本のアパレルメーカーによる高級ファッションブランドの総称（和製英語）。「DC」とはデザイナーズ（Designer's） & キャラクターズ（Character's）の略称とされたが、一種の流行語（バズワード）であり、明確な定義があるわけではない。
東京の青山・原宿・渋谷といった当時の流行発信地から広がり、ラフォーレ原宿や渋谷パルコがDCブランドの聖地とされた。バブル景気を背景とする消費拡大に押され、地方都市へも丸井などのファッションビルを通じて流行が波及した。しかし1990年代以降はバブル崩壊による長期不況とデフレ拡大により、山口県発祥のユニクロなどに代表されるファストファッションが全国チェーンを急速に拡大し、DCブランドブームはバブル崩壊とともに消滅した。2000年代以降は「DCブランド」という呼称は廃れ、バブル時代を象徴する死語のひとつとなっている。

## 概要
DCブランドは、単品大量生産の大手メーカー（レナウン、樫山、VAN、JUNなど）の既製服に対するものとして、デザイナーの個性を活かした定番を作らない多品種少量生産の服作りを志向したもので、1970年前後にマンションの一室を借りて始めるような小規模なメーカーから始まった。後にDCブランドの代表として有名になるデザイナーには、大川ひとみ（MILK）、三宅一生（ISSEY MIYAKE）、菊池武夫（BIGI）、松田光弘（ニコル）、やまもと寛斎、山本耀司（Y's［ワイズ］）、川久保玲（コム・デ・ギャルソン）などがいる。
DCブランドが流行を生む転機となったのは、1970年代後半、渋谷パルコのパート2やラフォーレ原宿といったファッションビルがそれらの個性的なブティックを集め、若者に向けて情報発信したことによる。
1980年代初頭、「デザイナーズ」と呼ばれていたそれらのブランドは急速に受け容れられ、影響を受けた若者たち（ニューウェイブスタイルのトンガリキッズ、黒ずくめのカラス族（後述）、ティーンズを中心としたオリーブ少女）を生んだ。1984年頃からは若者だけでなく中年層にも広まり、1985年には渋谷・新宿の丸井がDCブランド中心のファッションビルとして生まれ変わり、1986年に「DCブランド」ブームは最盛期を迎えることとなる。
しかしブームになることで既製服のほとんどが「DCブランド風」になってしまう事態を招く。そして過剰なデザインでめまぐるしく流行の変化するDCブランドへの反発から、1988年頃からは“シンプルで飽きのこない定番アイテムを品よく着こなす”というコンセプトの渋カジが日本中を席巻することとなった

### 用語について
DCブランドとは、かつてファッション雑誌や百貨店・ファッションビルなどで使われていた用語。この用語がいつ頃から使われ始めたかは明らかではないが、1979年（昭和54年）の新聞に、渋谷パルコPart2の地下1階メンズフロアの広告として「デザイナーブランド（ただし英語表記ではDesigner's Brand、のちにDesigners' Brand）」の名のもとに、松田光弘・菊池武夫・三宅一生・川久保玲・高橋幸宏の名およびメンズファッションへのコメントを載せたことが、この用語を社会的に認知させる最初のきっかけであった。
これらのデザイナーは、松田光弘・菊池武夫はすでに一定のファン層を持つものとして、三宅一生は美術的側面からファッションにアプローチするものとして、川久保玲は新進の若手デザイナーとして、それぞれ別のポジションにあり、「デザイナーブランド」として一括りにされるような共通の特徴を持っていたわけではなかったが、この当時、午後の情報番組に数名のデザイナーが出演しファッションへのコメントをしたり、三宅一生とYMOの生演奏コラボレーションによるファッションショーが特番として組まれるなど、一般人からは職業デザイナーとして一括りに見られるようになった。三宅一生や1980年代中頃以降の山本耀司は、和の文化（日本的な意匠）としてのファッションを模索した。
当初は「デザイナーズ＆キャラクターズブランド」という用語はなかった。結果的にこの用語は広告およびファッション界の中で、特定の確立したジャンルを表す意味としては定着しなかった。実際に各ブランドに対して雑誌編集部の関心により一面的な紹介がされたため、この用語には各ブランドの特徴を見出すことはできない。
現在はファッション業界の中で、自らをDCブランドとして位置付けるアパレルメーカーはほぼなく、「DCブランド」という呼称自体が過去の遺物と化している。なお、ファッション史などで解説される「デザイナーズブランド」と「キャラクターズブランド」の意味は下記のとおりで、講学上の意義にとどまる。

### デザイナーズブランド
デザイナーがブランドのイメージ作りから商品の企画、制作（多くの場合、春夏と秋冬2回のコレクション）または服の生産まで主導的に関わる。デザイナー自身は会社（大企業に属さない）の経営者または経営権を持つことはあるが、クリスチャン・ディオールやグッチのように被用者の立場にあり該当しないものもある。その他、ジョルジオ・アルマーニ、ドルチェ&ガッバーナなどがある。
日本では、経営権を持つデザイナーには、コム・デ・ギャルソンの川久保玲、アンダーカバーの高橋盾が該当する。その他、イッセイ・ミヤケの三宅一生や、かつての「ヨウジ・ヤマモト」の山本耀司、「ケンゾー」の高田賢三などが該当する。現在ではドメスティックブランドと呼ばれることも多い。

### キャラクターズブランド
企業の経営戦略として、企業経営者がイメージ作りから商品製作まで主導的に行う。特定のイメージ（=キャラクター）を消費者に打ち出すことが企業戦略となる。基本的に日本の業界用語であり、海外ブランドがこう呼ばれることはなく、日本でも現在はほとんど使われていない。
日本でのキャラクターズブランドとしては、かつての「PERSON'S」があげられる。「PERSON'S」ブランドの製品は現在、洋服の青山などで販売されている。なお、プレイ・コム・デ・ギャルソンやクリスチャン・ディオールなどのライセンスを日本で展開する製品は、特定のキャラクターやロゴを用いたワンポイントアイテムが主力商品となり、キャラクターブランド（キャラクターズではない）と呼ばれるが意味は異なる。

### カラス族
カラス族は黒い服を着る人々のことである。1981年のパリ・コレクションにおいてコム・デ・ギャルソンの川久保玲及びヨウジ・ヤマモトの山本耀司が黒い服を発表し、これが東洋から来た『黒の衝撃』として評判となってファッション誌を中心に黒い服がフォーマルファッションとして人気となり、慶事の時にも黒い服を着る女性が増えてカラス族と呼ばれるようになっていった。

## DCブランドの販売員
DCブランドの直営ショップは「ブティック」と呼ばれ、原宿や青山などの路面店のほか、ファッションビルのテナントとして出店するケースが多かった。そこで自社の服を着て接客する販売員は「ハウスマヌカン」（英: house + 仏: mannequin）という造語で呼ばれていた。
歌手のややが歌った1986年のヒット曲「夜霧のハウスマヌカン」では、ショートヘアを刈り上げたハウスマヌカンの女性が、表参道に憧れつつも薄給の中から社販の洋服代を引かれ、昼食にシャケ弁当を食べながら頑張る姿が、演歌調のメロディでコミカルに歌われていた。当時はそうした歌謡曲がヒットするほど、最先端ファッションに関心のない層にもDCブランドが流行として広く知られていた世相がうかがえる。

## DCブランドブーム
1970年代末、1970年代前半に散見された既製服の画一化傾向が顕在化し、業界の停滞と商機減少に対して、1960年代まで日常的であった、個々の家庭での自作服および街中の洋装店での注文服による多様性と個性とを新たな方法によって復活させ、そこに商機の活路を見出すことが図られた。この方法自体、結果論では一般的流行の反復的社会現象であるが、口コミ的な広告が特徴的であり、具体例として「an・an」や「non-no」、「MORE」、「チェックメイト」、「DANSEN（男子専科）」などファッション専門誌によって積極的に限られた数社のブランドが紹介されるという方法がとられた。この方法は功を奏し、その後「週刊女性」や「POPEYE」、「ホットドッグ・プレス」など一般誌も特集として取り上げ、全国の一般層に広まった。そして、ブームの当初は路面店やパルコなどに限られていた販売の場は、購買層からのニーズによって、伊勢丹の試行的な特設セールを経て、丸井や各百貨店でもテナントとして常設されて拡張していった。なお、これと同時にこれらDCブランドのショップの販売員が「ハウスマヌカン」という名称で取り上げられ、一時期、人気職種となったこともある。当時、ニコルなど中堅企業の新入社員向け会社説明会は中規模コンサートホールで行われるほど希望者があふれ、DCブランド企業は注目されていた。
ブームは1980年頃から1987年頃までで、特にMEN'S BIGIは、橋本治の青春大河小説『桃尻娘』やコント赤信号のネタの中でその名が挙げられていたほか、1983年ごろの絶頂期には、渋谷や原宿また新宿などの繁華街で、そのロゴ入りのスタジアムジャンパーを着る若者が必ず見られるほどの流行であった。ブームのさなか、MEN'S BIGIデザイナーの菊池武夫が大手アパレルブランドのワールドに移籍した。
ブーム初期の特設セールでは、混雑によって会場内の大きなワゴンが通路からズレて売り場担当が壁に挟まれたり、最盛期のセールでは、これらのブランドの店舗が入っていた丸井やパルコなどは、周辺に前日から行列ができるほどの盛況だった。しかし、1986年頃から徐々に始まったバブル景気と、それを巻き起こした急激な円高を背景にした「ジョルジオ・アルマーニ」や「ラルフ・ローレン」などの高級輸入ブランドの国内市場への本格的進出や、ボディコンブームなどによって1980年代末に終焉した。
このブームは、当初はドメスティックブランドの1つとして注目され、その後、オリエンタリズムを標榜して世界に一定の活躍の場を持つにいたった「イッセイミヤケ」や「ヨウジヤマモト」、アンチモードを展開した「コム・デ・ギャルソン」などのインターナショナルブランドと、昭和30年代以降IVYブランドとしてショップ紙袋の効用で知名度アップを図って、その後の多くのブランドのロゴ戦略の手本となった「VAN」、ヨーロピアンスタイルへの転向とリチャード・アヴェドン（Richard Avedon)など海外の著名なクリエイターを活用した広告戦略によってインターナショナルブランドの非製品的イメージ戦略の先駆けとなった「JUN」、 媒体紹介度の高い「BIGI」，「COMME CA DU MODE」など、コンセプトの異なる多くのブランドをグループ化したテナント販売戦略だった。この販売的側面は、デザイナー各人の望む方向性とは必ずしも一致せず、国内の服飾文化水準を高めようと結成されたが、その後、このブームによって大規模化され目標が変化していったTD6から脱退するデザイナーもいた。現在は、小売店でデザイナーズ＆キャラクターズブランドという売り場エリア名は使われず、より高級でステータスな意味で海外メーカー各社のブランドと合わせてクリエイターズ、また、以前の床売りに対する箱売りな意味での「キャラクターズ」という総称が使われている。
このDCブランドの特徴についてオーバーシルエットがその代名詞のように言われることはあるが、当初は「イッセイミヤケ」や「コム・デ・ギャルソン」など一部のブランドのみで、大多数はブームの中～後半期であった。また、このブームが終わり次代のイタリアンファッションの流行った時期にも、オーバーシルエットは見られたため、DCブランド特有のスタイルではないことに注意する必要はある。例えば、オーバーシルエットの代表格とされる「ヨウジヤマモト」は、メンズブランド（Y's for men）の立ち上げやコラボレーションの先駆けとなっとA.A.R. Yohji Yamamoto（ダーバン-レナウンとの共同）では、タイトなシルエットにしていた。
DCブランドブームの初期に、ジャケットやボトムスの裾のロールアップ、シャツの裾出しや重ね着、ジャケットの上からのベルト絞めなど従来の常識的な着こなしの様式を破ったコーディネイトが流行った。特にシャツの裾出しは、1990年代以降現在のファッションスタイルとして定着している。
DCブランドの特徴は、これらの担い手の多くが、当時20代から30代の若い世代であったこと、また、これらのファッションと同時期に活動していたニューミュージック系の歌手やYMOなどの音楽バンドとの同期的なセールス（コラボレーション）であったことである。その多くはマンションの一室に事務所を設立して活動を始めた若手起業家たちであった。また、ファッション雑誌に、中原理恵はBIGI（例：シングル『東京ららばい』のジャケット）、庄野真代はNICOLE（例：アルバム『マスカレード』のジャケット）、山本潤子はコム・デ・ギャルソン、竹内まりやはY's、秋川リサはBUZZ SHOPを好きなブランドであるとの記事が載せられ、単一ブランドによるトータルアイテムの斬新さと芸能人の洗練された個性をジョイントし、以前には見られないセールスを打ち出した。ちなみに、C-C-Bの『ないものねだりのI Want You』には、具体的に多くのブランド名がフレーズとしてあげられていた。なお、YMOの高橋幸宏は、兄の経営するBUZZ SHOPから自らがデザインを手がけたBricks monoという名のブランドを出し、YMOのステージ衣装などもショップ販売していた。なお、現在では、北野武がヨウジヤマモトの服を着ているが、DCブランドブーム当時はFicce uomoの派手なセーターを着ていた。
DCブランドブームの前半期は、日本国内で独自の百花繚乱と言える多様なファッションが展開された点は特筆すべきことであった。これらDCブランドは、ブーム前のデザイナーブランド時の数社においては、海外有名ブランドに対抗し得る、若年層よりも高い年齢層を購入者として想定していたが、マスコミや百貨店等の販売戦略のために、VANやJUNと同じく若年層を購入者としたが、若年層全般には高額であったことが、一方で、その後の1990年代初期のバブル崩壊に至るイタリアンファッションブーム終焉までの間にその金銭感覚を緩慢に変化させ、また、他方で、文化屋雑貨店に始まる廉価品のブランド化（当時はチープシックと呼ばれていた）が現在のファストファッションのイメージ戦略の先鞭となったことに留意しなければならない。後半期はモノトーンブームが、意識的・無意識的に若年層の支持を集め、さらに、チープシックの広がりの影響も加わって、前半期におけるような多様なファッション表現は後退した。
なお、DCブランドとVANおよびJUNをブームという面から比較すれば、VANおよびJUNは、その名は直接の購買層でない小学校高学年にまで認知されていたのに対し、DCブランド名の認知度はそれに及ばなかったこと、特にJUNはリチャード・アヴェドン（Richard Avedon）による男装をイメージしたCM内容が成人向けにも関わらず、1970年代中頃の少年向け漫画週刊誌に紹介されるほどの反響があったのに対して、DCブランド各社にはそれに相当するものがなかったこと、また、VANではボタンダウンシャツ、JUNではレディスのROPEについて、そのファンの一部が自身をROPE党と称して認知される傾向にあったのに対し、DCブランドにはそれがなかったことが挙げられる。これらの違いは、DCブランドの多様性の特徴の別な面である。
なお、VANは国内において商材の発掘も行った。例えば、本来は広告や販売促進のための配布物である大きなロゴがプリントされたTシャツを販売して、その後のJUNやDCブランド各社の大きなロゴ入りアイテムの拡販の基礎をつくった。ただし、DCブランドブーム以前のデザイナーブランドは、1980年代初期において、このようなアイテムを販売する従来のブランドと一線を画し、デザイン主体のアイテム展開を行い、その後のDCブランドブームを導いた。現在、大きなロゴ入りTシャツを販売するブランドは少なく、デザイン主体のブランドが大勢を占めるようになった。なお、時計のムーブメントやボタンなどに用いられるブランドロゴは、プロダクトオーナー・プロダクトユーザー向けの高級アイテム用であり、ベストクオリティーの意味合いが強く使い道が異なる。また、チーフなどのアクセサリーや海外ブランドのロゴ入りバッグなども同様である。
現在、DCブランドブームで知名度を上げたブランド各社は、1980年代初期まで持っていたそれぞれの独自性を、ワールドワイドな流行に合わせつつ、どのようにしてアイテムに生かすかにデザインの関心は移ってきている。その一方、景気動向と社内効率化により、他の業種にも広くみられるOEMやODMの活用をどの程度にまで及ぼす必要はあるのかなど困難な課題がある。また、来店者や顧客の求めるイメージに合うものを、店内にあるアイテムから落さず的確に探し出す等トータルコーディネイトの応用力を売場担当に教育したり、また顧客層、特に若年層の上昇志向をどのように引き出して商品に反映して行くかが、台頭の著しいファストファッションへの対抗力としての課題である。ちなみに、ファストファッション（ユニクロ、GU、H&M等）では、トータルコーディネイト等のサービスは、その価格設定上難しく、また、アイテムを契機とする上昇志向はサポートされていない。しかし、現在多くのメーカーに見られるタイトな外観のみによって違いを出そうとしたものではなく、トータルコーディネイトでの商品の差がなければ、オーバーな外観に依存したDCブランドブームの盛衰と同様である。しかし、ファッションメーカーによるグレード分けによるブランド販売戦略は、例えば、家電メーカーなど他のジャンルの基本機能搭載製品から多機能搭載製品の分別販売戦略に一考を与えるものとなった。

### モノトーンブーム
1980年頃、女性向けファッション雑誌『an・an』に、デザイナーズブランドの1ファンとして現役男子大学生が連載記事として紹介されたことが、DCブランドブームにおけるモノトーンブームと、大学生など非社会人をメインにしたファッションブームのきっかけとなった。紹介ページには、YMOによる「テクノブーム」で流行していた「テクノカット」のヘアスタイルに、レディースのキュロットを穿き、全身を黒と白のコーディネイトで登場し、「美容師さんだと思ったら、現役の文学部の学生さんでした」とその意外性を宣伝文句としてゲスト扱いをされていた。記事内容は主に、従来のファッションスパイラルと距離を置きつつ独自のファッション哲学を持ち、暖色系を使わなかった「コム・デ・ギャルソン」および「ワイズ」の愛好者として、川久保玲および山本耀司のファッションに対する考え方等のコメントを要望するものだった。実際には当時の「ワイズ」は、モノトーンではなくアースカラーを主体としていた。また「コム・デ・ギャルソン」は一部のアイテムのみが取り上げられ、川久保玲自身は、自らのブランドを「大人のための服」として社会人を対象とすることを明確にしていた。この特集的記事は、学生本人と編集者およびスタイリストの好みによるものが大きく、両ブランドのコンセプトをカバーするものではなかった。

## DCブランドブーム以前に注目されたドメスティックブランド
- VAN
  - Kent
  - SCENE
- JUN
  - JUN (Classical Elegance)
  - ROPE
  - DOMON (PRODUCE OF ROPE)
  - J&R
  - LUNA MATTINO
  - GROOVY LIFE

## DCブランドブームのきっかけとなったデザイナーブランド
- BIGI (TAKEO KIKUCHI)[11][12]  - 菊池武夫・稲葉賀恵
- NICOLE (MITSUHIRO MATSUDA)[13] - 松田光弘
- COMME des GARÇONS[14] (REI KAWAKUBO) - 川久保玲
- Y's (YOHJI YAMAMOTO) - 山本耀司[15]
- JUNKO KOSHINO (JUNKO KOSHINO)  - コシノジュンコ[16]
- ISSEY MIYAKE (ISSEY MIYAKE) - 三宅一生[17]

## DCブランドブーム時に注目されたドメスティックブランド
- BIGI[11]
  - MEN'S BIGI
  - MOGA
  - half moon
  - BARBICHE
  - TAKEO KIKUCHI
    - Maul Ruck

  - MELROSE[18] - BIGIのニット・カットソー部門が独立
    - MEN'S MELROSE
    - LABREA

  - PINK HOUSE - 金子功が設立。現在はメルローズが運営。
    - INGEBORG
    - Karl Helmut
- NICOLE[13]
  - boutique NICOLE
  - madame NICOLE
  - ZELDA
  - monsieur NICOLE
  - SEDUCTION de NICOLE
  - NICOLE CLUB
    - NICOLE CLUB for men
- Y's[15]
  - Y's for men
- Kansai Yamamoto - 山本寛斎
- COMME CA DU MODE（ファイブフォックス）[19]
  - COMME ÇA DU MODE MEN
  - Tetsu COMME ÇA DU MODE
  - PEYTON PLACE - 1981年より展開開始、2016年10月終了[20]。
    - PEYTON PLACE for men
- MILK - 大川ひとみ[21]
  - MILK BOY
- FRANDLE[22]
  - MEN'S FRANDLE
- HYSTERIC GLAMOUR[23]
- PERSON'S[24] - 1976年より展開開始。
  - PERSON'S FOR MEN
  - GRASS[25] - Jun Saito
    - GRASS MEN'S[25]
    - GRASS LADY'S
- PAZZO[26]
- BA-TSU - 1971年設立[27]。
  - MEN'S BA-TSU
- TOKIO KUMAGAI - 熊谷登喜夫
- BUZZ SHOP - 伊藤美恵（高橋幸宏の実姉）
  - Bricks
  - Bricks Mono - 渋谷パルコPart3に店舗があり、高橋幸宏がデザインした服も取り扱っていた。
- VIVA YOU - 中野裕通
- ATELIER SAB[28]
  - ATELIER SAB FOR MEN
- PASHU (Shin Hosokawa)  - 細川伸[29]
- LINEA FRESCA (Masayuki Abo) - 英保優之。1981年設立。
- Yin&Yang - 1981年設立。
  - INCENSE
- FICCE UOMO - 小西良幸
- 45r.p.m. - 井上保美
- Scoop
  - ScoopBoys
  - Xing
  - Xing for men
  - Scoopman
- CRAYON
  - CRAYON HOMME
- POSH BOY
- ABA-HOUSE
- J-mago
- TENORAS
- K-FACTORY
- KT pure homme
- COZO
- GALAMOND
- LQ men
  - Borther
- ZOUZOU
- arrston volaju